# Wu Chan
Wu Chan (čínsky pchin-jinem Wú Hán, znaky zjednodušené 吴晗, tradiční 吳晗, 11. srpna 1909 I-wu, Če-ťiang – 11. října 1969 Peking) byl čínský historik a politik. Narodil se 11. srpna 1909 v provincii Če-ťiang a zemřel 11. října 1969 v Pekingu. Wu Chan je považován za jednoho z nejdůležitějších čínských historiků třicátých a čtyřicátých let 20. století.
Ve čtyřicátých letech se stal předním členem Čínské demokratické ligy, politicky nestranné organizace po většinu období Čínské občanské války, která se však ale nakonec přiklonila na stranu Komunistické strany Číny. Po roce 1949 sloužil jako náměstek starosty Pekingu.
V listopadu roku 1965, na počátku Kulturní revoluce, se Wu Chan dostal pod útok kvůli svému dílu Chaj Žuej sesazen z úřadu, které bylo chápáno jako protimaovské. Jeho politický pád také vyústil v odstranění pekingského starosty Pcheng Čena. Zemřel ve vězení roku 1969.

## Život
Wu Chan se narodil 11. srpna 1909 ve městě I-wu v provincii Če-ťiang. Studoval na univerzitě Čching-chua v Pekingu, kde vystudoval čínské dějiny a stal se z něj uznávaný odborník na období čínské dynastie Ming. Na univerzitě zůstal jako asistent, zatímco vydával vlastní články týkající se této dynastie.
Po začátku války s Japonskem pokračoval ve svém díle, mimo jiné napsal biografii Ču Jüan-čanga (neboli císaře Chung-wu, zakladatele říše Ming), vydanou v roce 1943. Wu Chan se stal vedoucím intelektuálem demokratického hnutí čtyřicátých let a široce publikovaným esejistou.
Byl členem Čínské demokratické ligy a po založení jednotné fronty se Wu Chan ujal funkce náměstka starosty Pekingu s pověřením v oblasti školství a kulturních otázek. V padesátých letech reprezentoval Čínu v zahraničí, především z kulturního hlediska, ve své domovině popularizoval svůj výzkum. Během padesátých let se také tajně stal členem Čínské komunistické strany, o čemž vědělo jen několik osob na nejvyšších místech, odhaleno to bylo až Rudými gardami během Kulturní revoluce poté, co objevili jeho složky.
V následujících letech pokračoval Wu Chan ve psaní, přičemž se soustředil na historickou postavu Chaj Žueje. Výsledkem bylo dílo Chaj Žuej sesazen z úřadu, které sklidilo velký úspěch. Chaj Žuej zde pomáhá císaři a v dobré vůli jej upozorňuje na chyby, není však pochopen a místo vděku je vyhnán z hlavního města. Tímto dílem tak Wu Chan subtilně kritizoval Mao Ce-tunga, především pak jeho způsob, jakým se zbavil ministra národní obrany Pcheng Te-chuaje. Z této kritiky Wu Chana také v roce 1965 obvinil Jao Wen-jüan (později člen Bandy čtyř), čímž tak padl jeden ze zahajovacích výstřelů Kulturní revoluce. Wu Chan se přiznal, ale odmítl, že by jeho motivy byly kontrarevoluční.
I po této události nepřestával Wu Chan psát, mimo jiné přispíval do několika listů, které byly vydávané pod dohledem městského výboru strany v Pekingu. Později se ukázalo, že tento výbor byl bašta opozice vůči Mao Ce-tungovi. Wu Chan publikoval především články, eseje, hádanky nebo anekdoty, které velmi jemně a skrytě kritizovaly Mao Ce-tunga.
Následkem toho byl Wu Chan nakonec zatčen. Objevovaly se zprávy, že ve vězení spáchal sebevraždu, jeho spoluvězni ale později ohlásili, že byl před svou smrtí mučen. S jeho smrtí také mohla souviset tuberkulóza.